# ゆきいろ 〜空に六花の住む町〜
『ゆきいろ 〜空に六花の住む町〜』（ゆきいろ 〜そらにろっかのすむまち〜）は、2012年4月27日にねこねこソフトから発売されたアダルトゲームである。2013年10月12日にDMM.R18からスマートフォン用にオンラインゲームとして移植されたが2014年8月29日にサービス終了している。

## ストーリー
幼少時、主人公は家族とともに雪の多い地方中核都市に転居することになる。そこで様々なヒロインと出会い、共に過ごし思い出を重ねる。10年後主人公とヒロインとの関係も、彼らの成長にともない変化していくことになる。

## 主な登場キャラクター
宮沢 健治 （みやざわ けんじ）
声：なし
本編の主人公。一般的な2年生の学生。家の中庭のプレハブ小屋を離れとして使用する。ヒロイン達に振り回され苦労する面も。
叶丸 深雪 （かのうまる みゆき）/宮沢　深雪（みやざわ　みゆき）
声：安玖深音
身長：152cm　 血液型：A型　 スリーサイズ：B78/ W56/ H79
義妹。ただし微ポンコツ。主人公からは旧姓からマルと呼ばれる。人見知りするが親しくなるとノリがよい一面も。主人公と同じ年齢だが学年は1年生。
神立 樹奈 （かんだつ きな）
声：雪都さお梨
身長：身長：154cm　 血液型：B型　 スリーサイズ：B82/ W58/ H82
ねこねこ定番のやかま/おとなキャラ。深雪とは親友の仲。
緑川 翠子 （みどりかわ すいこ）
声：遠野そよぎ
身長：163cm　 血液型：O型　 スリーサイズ：B89/ W58/ H87
主人公より年上で3年生。転居前は同じ団地に住んでいた。明るく世話焼きだが 、セクハラ常習犯。主人公は彼女を姉みたいに考えている。
宮沢 あきら （みやざわ あきら）
声：夏野こおり
身長：147cm　 血液型：AB型　その他不明。
主人公の実妹。付属3年生。感情表現が弱く淡々とした口調だがよく笑える冗談を言う。実質主義を信奉する一方で女の子らしさを内心求めている。

## スタッフ
- 主なシナリオ - 片岡とも、海富一、早狩武志、御導はるか
- 原画 - pikazo、あんころもち、司ゆうき、秋乃武彦、笹井さじ（幼少期）[1]
- 音楽 - I've、soundunion（ebi）、bassy、sentive

## 主題歌
オープニングテーマ「六花のうた」
作詞 - 片岡とも / 作曲・編曲 - C.G mix / 歌 - 舞崎なみ
挿入歌「星雪と踊る」
作詞 - 海富一 / 作曲・編曲 - maru（project lights） / 歌 - 片霧烈火
エンディングテーマ「ゆきいろ」
作曲・編曲 - maru（project lights） / 歌・作詞 - KAKO